# Tharybis tumidula
Tharybis tumidula is een eenoogkreeftjessoort uit de familie van de Tharybidae. De wetenschappelijke naam van de soort is voor het eerst geldig gepubliceerd in 2002 door Andronov.